# Oxudercinae
La sottofamiglia Oxudercinae comprende un gruppo di pesci appartenenti alla famiglia dei Gobiidae e conosciuti comunemente come saltafango (dall'inglese mudhoppers o mudskippers) o Perioftalmi.
Mentre la maggior parte dei pesci che vivono in habitat intertidali sopravvivono all'esposizione all'aria durante la bassa marea nascondendosi sotto materiale vegetale umido o utilizzando pozze tidali, i saltafango presentano adattamenti che consentono loro una notevole libertà di movimento nell'ambiente subaereo.

## Distribuzione e habitat
I saltafango si trovano solo in regioni tropicali e subtropicali, ed hanno una distribuzione geografica che include tutta la regione indopacifica e la costa atlantica africana. Si tratta di animali molto attivi fuori dall'acqua: qui si cibano ed interagiscono, ad esempio per difendere il loro territorio e per corteggiarsi.

## Fisiologia ed etologia
Al confronto con gli altri gobidi acquatici, questi pesci presentano una varietà di peculiari adattamenti comportamentali e fisiologici all'esposizione all'aria. Fra questi:
- Adattamenti anatomici e comportamentali che permettono loro di muoversi con efficacia sul terreno ed in acqua[2].
- L'abilità di respirare fuori dall'acqua attraverso la cute e la mucosa buccale e della gola (la faringe). Questa modalità di respirazione, simile a quella impiegata dagli anfibi, è nota come respirazione aerea cutanea, ed è necessaria perché fuori dall'acqua le branchie dei pesci collassano su loro stesse e diventano inefficaci alla respirazione[1]. Diverse specie di oxudercini sono tuttavia in grado di usare anche le branchie per la respirazione subaerea, avendo sviluppato filamenti più corti e rigidi[3].
- La capacità di scavare profonde tane sotterranee in sedimenti soffici, che permette a questi pesci di termoregolarsi[4], di evitare i predatori marini durante l'alta marea, quando le tane rimangono sommerse[5] e di deporre e custodire le uova[6].

Persino quando la tana è sommersa, i saltafango mantengono una bolla d'aria in una camera specializzata, il che permette loro di respirare in condizioni di concentrazioni di ossigeno molto basse.

## Periophthalmus
Il genere Periophthalmus è il genere di gran lunga più diverso e diffuso di saltafango. Sono state attualmente descritte 18 specie.
Periophthalmus argentilineatus è uno dei saltafango più conosciuti: si trova in ecosistemi a mangrovie e su piane tidali dall'Africa orientale e Madagascar al sud-est Asia ed Australia settentrionale, Cina sudorientale, Giappone meridionale ed Oceania, fino alle isole Samoa e Tonga.
Cresce fino ad una lunghezza di circa 9.5 cm ed è un carnivoro opportunista. Si ciba di piccole prede come granchi ed altri artropodi.
Un'altra specie, Periophthalmus barbarus  (perioftalmo atlantico o saltafango atlantico) è l'unico gobide oxudercino che vive nelle aree costiere dell'Africa occidentale. Entrambi questi saltafango sono spesso importati dal mercato acquaristico.